# Папа Павле II
Папа Павле II (лат. Paulus II; Венеција, 23. фебруар 1417 — Рим, 26. јул 1471) је био 211. папа од 8. септембра 1464. до 26. јула 1471.